# Slamet
Slamet är en vulkan i Indonesien. Den ligger i provinsen Jawa Tengah, i den västra delen av landet. Toppen på Slamet är 3 428 meter över havet.
Slamet är den högsta punkten i trakten.På släntarna runt Slamet växer i huvudsak städsegrön lövskog.